# آنا ميدورا بيتجير
آنا ميدورا بيتجير (بالإنجليزية: Anna Baetjer)‏ (7 يوليو 1899 - 21 فبراير 1984) طبيبة أمريكية متخصصة في الفيزيولوجيا وعلم السموم، والمعروف عن أبحاثها في الآثار الصحية للعمل الصناعي على النساء واكتشافها الخصائص المسببة للسرطان من الكروم.

## حياتها
ولدت آنا بيتجير في بالتيمور بولاية ميريلاند في 7 يوليو 1899. تخرجت من كلية ويسلي في عام 1920، وتلقت بكالوريوس في الأدب الإنجليزي وعلم الحيوان. بعد تخرجها، عادت إلى بالتيمور للدراسة في جامعة جونز هوبكنز، وتلقت لها الدكتوراة من جامعة جونز هوبكينز للصحة العامة والصحة العامة في عام 1924.
في عام 1924، انضمت بيتجر إلى كلية الصحة العامة، لتصبح مدربة في قسم الصحة الفسيولوجية. أصبحت زميلة بحثية في القسم في عام 1927.
ركزت أبحاث بيتجر المبكرة على تأثيرات ارتفاع درجة الحرارة على علم وظائف الأعضاء. وبسبب مخاوف زيادة التسمم بالرصاص بين أطفال بالتيمور خلال أشهر الصيف، أجرت بيتجر دراسة أظهرت وجود صلة بين ارتفاع درجة الحرارة والرطوبة وإبطاء إفراز السموم.
وفي عام 1931، فقدت إدارة الصحة الفسيولوجية مناصريها الرئيسيين مع تقاعد ويليام هنري هاول، وهو أستاذ فيزيولوجي للنظافة الصحية كان قد عمل مديرا لكلية الصحة والصحة العامة. على مدى السنوات القليلة المقبلة، غادرت الكلية الأخرى في القسم، وفي عام 1935، تم دمج الإدارة أخيرا في قسم الصحة الكيميائية. على مدى السنوات ال 15 المقبلة، كانت بيتجر العضو الوحيد في كلية الصحة الفسيولوجية.

## الحرب العالمية الثانية
في عام 1942، أنشأ الجراح العام لجيش الولايات المتحدة مركز القوات البرية الأمريكي لتعزيز الصحة والطب الوقائي. عملت بيتجر في المختبر لدراسة تأثير العمل الصناعي العسكري على صحة المرأة وتأثير العوامل الفسيولوجية والاجتماعية على الأداء الوظيفي للمرأة. ونتيجة لبحثها، اقترحت بيتجير عددا من التغييرات، بما في ذلك تعديل الآلات الصناعية بحيث يمكن تشغيلها بأمان من قبل النساء، مما يحد من عمل النساء لمدة ستة أيام في الأسبوع وتعديل جداول عملهن لأخذ مسؤوليات الأسرة في الاعتبار، وتثقيف النساء بالطرق الآمنة لرفع الأحمال الثقيلة عنهن.
وفي عام 1944، أصدرت إدارة الحرب مجموعة من السياسات المتعلقة بالحمل والعمال المدنيين بناء على توصيات بيتجر. وتحد السياسات منع النساء الحوامل من العمل، ومهام العمل المحظورة التي تشكل خطرا على صحة النساء الحوامل؛ وحماية أقدمية المرأة وأمنها الوظيفي أثناء الحمل.
في عام 1946، نشرت بيتجر كتاب المرأة في الصناعة.

## أبحاثها في السرطان
خلال الأربعينيات، بدأت بيتجير في التحقيق في حدوث السرطان في مصنع الكروم بالتيمور وكومة النفايات. بعد عدد من الدراسات، أظهرت بيتجير وجود صلة مباشرة بين التعرض للكروم والإصابة من السرطان. وعملت بعد ذلك مع منظمة الصحة العالمية لوضع معايير لاستخدام الكروم الصناعي.

## عملها
بعد الحرب، واصلت بيتجير عملها في كلية الصحة العامة، وأصبحت أستاذا مساعدا في عام 1945، وأستاذ مشارك في عام 1952، اُنتخبت رئيسا للصناعة الأمريكية في جمعية النظافة في عام 1954.
من عام 1966 إلى عام 1970، خدمت بيتجر في لجنة نظمتهاإدارة الغذاء والدواء (الولايات المتحدة) لدراسة بقايا المبيدات. في عام 1974، أظهرت أن التعرض للزرنيخ غير العضوي أدى إلى زيادة خطر الإصابة بالسرطان للعمال في مصانع مبيدات الآفات.
خدمت بيتجير كمستشارة للمجلس الوطني للبحوث، ووكالة حماية البيئة الأمريكية، ومركز القوات البرية الأمريكي لتعزيز الصحة والطب الوقائي، ومكتب الجراح العام. حصلت على جائزة كيهو للأكاديمية الأمريكية للطب المهني في عام 1974 وجائزة ستوكينجر للمؤتمر الأمريكي لخبراء الصحة الصناعية الحكوميين في عام 1980.
في عام 1985، أنشأت جامعة جونز هوبكنز كرسي آنا م. بيتجير في علوم الصحة البيئية.

## منشورات مختارة
- Baetjer، Anna Medora (1946)، Women in Industry: Their Health and Efficiency، Philadelphia: W. B. Saunders، OCLC:308330
- Baetjer، Anna Medora (1948)، "Results of Influenza Vaccination in Industry during the 1947 Epidemic"، Preventative Medecine and Public Health، Pittsburgh: Industrial Hygiene Foundation، OCLC:14661339